# Deokjin-gu
Deokjin-gu är ett av de två stadsdistrikten (gu) i staden Jeonju i provinsen Norra Jeolla i den centrala delen av Sydkorea, 190 km söder om huvudstaden Seoul. Vid utgången av 2020 hade distriktet 322 262 invånare.

## Administrativ indelning
Distriktet är indelat i 16 stadsdelar (dong):
Deokjin-dong,
Geumam 1-dong,
Geumam 2-dong,
Hoseong-dong,
Hyeoksin-dong,
Inhu 1-dong,
Inhu 2-dong,
Inhu 3-dong,
Jinbuk-dong,
Jochon-dong,
Palbok-dong,
Songcheon 1-dong,
Songcheon 2-dong,
Ua 1-dong,
Ua 2-dong och
Yeoui-dong.